# Pinogrundet
Pinogrundet är en ö i Finland. Den ligger i sjön Larsmosjön och i kommunerna Pedersöre och Kronoby och landskapet Österbotten, i den centrala delen av landet, 400 km norr om huvudstaden Helsingfors. Öns area är 1,3 hektar och dess största längd är 230 meter i öst-västlig riktning. I omgivningarna runt Pinogrundet växer i huvudsak blandskog.